# Центральное благочиние (Московская епархия)

Центральное благочиние — округ Московской епархии Русской православной церкви, объединяющий храмы в районах Арбат, Пресненский и Хамовники Центрального административного округа города Москвы. Также включает храмы Московского Кремля и храм Василия Блаженного на Красной площади, расположенные в Тверском районе.
В составе благочиния 47 храмов (из них 8 домовых), 1 женский монастырь и 5 часовен.
Благочинный округа — протопресвитер Владимир Диваков, настоятель храма Вознесения Господня у Никитских ворот.

## Храмы благочиния

### Московский КремльиКрасная площадь
- Успенский собор
- Благовещенский собор
- Архангельский собор
- Церковь Двенадцати апостолов
- Церковь Иоанна Лествичника
- Церковь Ризоположения
- Собор Покрова Пресвятой Богородицы на Рву (Храм Василия Блаженного)

### Территориальное управление «Арбат»
- Храм Святителя Николая в Старом Ваганькове
  - Часовня святителя Николая на Волхонке (приписная)
- Церковь иконы Божией Матери «Знамение» на Шереметевом дворе
- Храм Бориса и Глеба, что у Арбатских ворот (приписной к храму Вознесения Господня в Сторожах («Большое Вознесение»))
- Храм Святителей Афанасия и Кирилла на Сивцевом Вражке
- Храм Воскресения Словущего на Арбате
- Церковь Симеона Столпника на Поварской
- Храм Спаса Преображения на Песках
- Храм Святителя Николая на Щепах
- Храм Девяти мучеников Кизических

### Территориальное управление «Пресненское»
- Храм Мученицы Татианы при МГУ (домовой)
  - Храм преподобного Серафима Саровского на Краснопресненской набережной
- Храм Воскресения Словущего на Успенском Вражке
- Храм святого апостола Иоанна Богослова на Бронной
- Храм Вознесения Господня на Никитской (Малое Вознесение)
- Храм преподобного Феодора Студита у Никитских ворот
- Храм Вознесения Господня в Сторожах, у Никитских ворот («Большое Вознесение»)
  - Храм Святых Мучениц Софии и Татианы при Детской клинической больнице № 13 (приписной)
  - Храм благоверного князя Александра Невского при Комиссаровском училище (домовой, приписной)
- Храм Великомученика Георгия Победоносца в Грузинах
- Храм Рождества Иоанна Предтечи на Пресне
  - Храм праведного Филарета Милостивого при детской городской клинической больнице имени Г. Н. Сперанского (приписной)
- Храм Святителя Николая на Трёх Горах
- Храм Воскресения Словущего на Ваганьковском кладбище
  - Храм святого апостола Андрея Первозванного на Ваганьковском кладбище (приписной)
  - Часовня благоверного князя Александра Невского на Ваганьковском кладбище (приписная)

### Территориальное управление «Хамовники»
- Храм Христа Спасителя — кафедральный
  - Храм Державной иконы Божией Матери на Пречистенской набережной (приписной)
- Церковь Антипия на Колымажном дворе
  - Храм преподобного Сергия Радонежского при Счетной Палате Российской Федерации (домовой, приписной)
- Храм Илии Пророка Обыденного
  - Храм равноапостольной Марии Магдалины при Московском Государственном Лингвистическом Университете (домовой, приписной)
- Храм мучеников Флора и Лавра при Московском экономико-энергетическом колледже (домовой)
- Храм иконы Божией Матери «Неопалимая Купина» на Пречистенке (приписной к храму Воскресения Словущего на Арбате)
- Храм Успения Пресвятой Богородицы на Могильцах
- Храм Священномученика Власия в Старой Конюшенной слободе
- Храм Николая Чудотворца в Хамовниках
  - Храм иконы Божией Матери Умиление при Государственном Научном Центре социальной и судебной психиатрии имени В. П. Сербского (домовой, приписной)
- Храм Воздвижения Креста Господня на Чистом Вражке
  - Храм великомученика и целителя Пантелеимона при Российском Научном Центре Хирургии имени Б. В. Петровского РАМН (домовой, приписной)
- Часовня пророка Божия Илии при Штабе Дальней Авиации ВВС России (домовая)
- Храм Архангела Михаила при Клиниках на Девичьем поле
- Храм преподобного Димитрия Прилуцкого при Клиниках на Девичьем поле
- Часовня равноапостольного князя Владимира на Лужнецкой набережной
- Часовня Живоначальной Троицы при первом Московском хосписе[2].